# Рудченко, Григорий Сергеевич
Григо́рий Серге́евич Ру́дченко (12 февраля 1900 года, город Сумы — 1 сентября 1943 года, район города Глухов, Сумская область) — советский военный деятель, генерал-майор танковых войск (31 августа 1943 года).

## Начальная биография
Родился 12 февраля 1900 года в городе Сумы. Украинец.
Окончил в 1912 году Сумскую приходскую школу, а в 1916 году — Высшее начальное училище в Сумах.

## Военная служба

### Гражданская война
В августе 1918 года призван в ряды РККА и направлен красноармейцем-телефонистом в 6-й Северный отряд под командованием Лепехи, а с августа 1919 года служил красноармейцем и врид командира взвода 3-го отдельного запасного лёгкого артиллерийского дивизиона. В мае 1920 года назначен на должность командира отделения сначала Сумского караульного батальона, затем Волчанской караульной роты; а с сентября того же года служил на должностях командира отделения, помощника командира и командира взвода в составе 71-го стрелкового полка ВНУС.
Принимал участие в боевых действиях на Южном фронте.

### Межвоенное время
В феврале 1921 года направлен на учёбу на 7-е Севастопольские артиллерийские командные курсы, после окончания которых в апреле 1922 года назначен на должность командира взвода на этих же курсах. В январе 1923 года переведён в 3-ю Казанскую стрелковую дивизию, дислоцированную в городе Феодосия, где служил на должностях командира взвода, начальника связи лёгкого артиллерийского дивизиона, помощника командира и командира батареи, адъютанта гаубичного артиллерийского дивизиона, помощника начальника артиллерийской школы дивизии и командира артиллерийского парка дивизии.
В сентябре 1925 года направлен на учёбу на Курсы усовершенствования командного состава артиллерии особого назначения, после окончания которых в октябре 1926 года вернулся в 3-ю Казанскую стрелковую дивизию, где служил в составе 3-го артиллерийского полка на должностях командира батареи, исполняющего должность командира полка, помощника начальника штаба полка.
В августе 1929 года назначен на должность начальника 3-й части штаба 2-го кавалерийского корпуса, дислоцированного в городе Умань, а в июне 1932 года переведён на эту же должность в 17-й Винницкий стрелковый корпус.
В марте 1933 года направлен на учёбу в Военную академию механизации и моторизации РККА, после окончании которой в июле 1937 года назначен на должность старшего преподавателя тактики, в апреле 1938 года — на должность начальника войскового цикла Полтавского военного автотехнического училища.
В сентябре 1940 года Рудченко назначен на должность начальника штаба 31-й отдельной лёгкой танковой бригады, а в марте 1941 года — на должность начальника штаба 55-й танковой дивизии в составе 25-го механизированного корпуса (Харьковский военный округ).

### Великая Отечественная война
С началом войны 55-я танковая дивизия в составе 21-й армии принимала участие в оборонительных боевых действиях на Западном, Центральном и Брянском фронтах.
В сентябре 1941 года Рудченко назначен на должность начальника штаба 12-й танковой бригады, которая в составе 6-й армии участвовала в ходе Донбасской оборонительной операции.
В январе 1942 года назначен на должность начальника оперативного отдела штаба ГАБТУ, а 21 апреля — на должность начальника штаба 9-го танкового корпуса, который формировался в Московском военном округе, затем находился в резерве Западного фронта. В период с января по февраль 1943 года корпус в составе 16-й армии и вёл оборонительные боевые действия северо-восточнее города Жиздра, а с апреля в составе Центрального фронта принимал участие в Курской битве, а с конца августа — в Черниговско-Припятской наступательной операции, в ходе которой 25 августа Г. С. Рудченко назначен на должность командира 9-го танкового корпуса.
1 сентября 1943 года в 9:00 генерал-майор танковых войск Григорий Сергеевич Рудченко погиб в районе города Глухов при налёте авиации противника.
Похоронен в городе Глухов (Сумская область). На могиле установлен танк.

## Награды
- Два ордена Красного Знамени (15 декабря 1941, 12 августа 1943);
- Орден Отечественной войны 1 степени (23 сентября 1943);
- Медаль «XX лет Рабоче-Крестьянской Красной Армии» (1938).

## Воинские звания
- Капитан (1936 год);
- Майор (1939 год);
- Подполковник (9 декабря 1940 года);
- Полковник (1941 год);
- Генерал-майор танковых войск (31 августа 1943 года).

## Оценки и мнения
По оценке командира 9-го танкового корпуса гвардии генерал-майора танковых войск С. И. Богданова, начальник штаба корпуса Г. С. Рудченко «…хорошо знает применение танкового корпуса во всех видах боя. Хорошо умеет организовать и владеет методикой в подготовке штабов и командиров… Во время боев с фашизмом Управление корпуса организовано было правильно и управлял корпусом умело и энергично. Тов. Рудченко в бою — смел, решителен, спокоен и требователен, пользуется в корпусе заслуженным авторитетом среди командиров и красноармейцев. Технику и вооружение танкового корпуса знает. Разведывательной службой и подготовкой разведчиков руководить умеет… С хозяйством и тыловым устройством корпуса знаком хорошо.»

## Фильмы
- Бескоровайный В. А., Ильясова М. Г., Савицкий С. Г., Фудорченко А. Ф.,. Освобождение Глухова 1943 года. «Есть что вспомнить». Дата обращения: 23 сентября 2011.